# Protestantismo en la India
Los protestantes en la India son una minoría y una subsección de los cristianos en la India y también hasta cierto punto los cristianos en Pakistán antes de la Partición de la India, que se adhieren al protestantismo. Los protestantes en India son una pequeña minoría en un país predominantemente hindú, pero forman mayoría en los estados del noreste de Meghalaya, Mizorán, Nagaland y minorías considerables en Kerala, Tamil Nadu y varios estados de la costa este y norte. En la actualidad, los protestantes remontan su herencia a través de una amplia historia de fe cristiana y monoteísta en el subcontinente indio.

## Historia

### India colonial

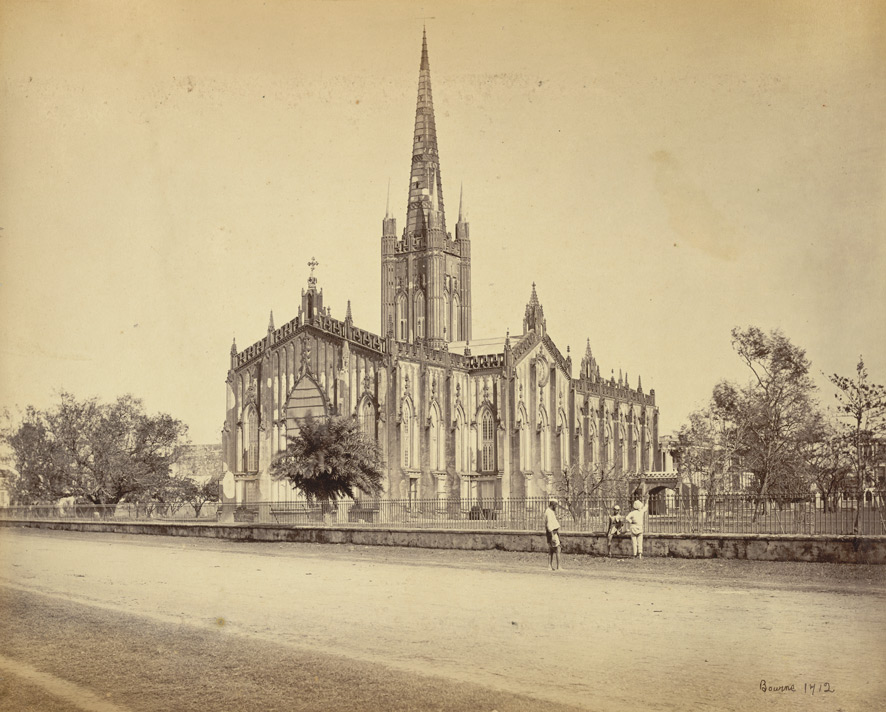
La Catedral de San Pablo fue construida en 1847 y fue la silla del obispo de Calcuta, quien se desempeñó como metropolitano de la Iglesia de la India, Birmania y Ceilán.

Como la Iglesia Anglicana era la iglesia establecida de Inglaterra, "tuvo un impacto en la India con la llegada de los británicos". Citando la Gran Comisión, Joseph White, un profesor laudiano de árabe en la Universidad de Oxford, "predicó ante la universidad en 1784 sobre el deber de promover el mensaje universal y progresivo del cristianismo 'entre nuestros súbditos musulmanes e hindúes en la India". En 1889, el Primer Ministro de Gran Bretaña, Robert Gascoyne-Cecil, 3er Marqués de Salisbury expresó sentimientos similares, afirmando que "No es solo nuestro deber, sino también nuestro interés, promover la difusión del cristianismo en la medida de lo posible a lo largo de y la amplitud de la India".
El crecimiento del ejército indio británico llevó a la llegada de muchos capellanes anglicanos a la India. Tras la llegada de la Iglesia Sociedad Misionera de la Iglesia de Inglaterra en 1814, se erigió la Diócesis de Calcuta de la Iglesia de la India, Birmania y Ceilán (CIBC), y la Catedral de San Pablo se construyó en 1847 En 1930, la Iglesia de la India, Birmania y Ceilán tenía 14 diócesis en todo el Raj Británico.
También llegaron misioneros de otras denominaciones cristianas a la India británica; Los misioneros luteranos, por ejemplo, llegaron a Calcuta en 1836 y para "el año 1880 había más de 31,200 cristianos luteranos repartidos en 1,052 aldeas". Los metodistas comenzaron a llegar a la India en 1783 y establecieron misiones con un enfoque en "educación, ministerio de salud y evangelismo". En la década de 1790, los cristianos de la Sociedad Misionera de Londres y la Sociedad Misionera Bautista comenzaron a hacer trabajo misionero en el Imperio Indio. En Neyoor, el London Missionary Society Hospital "fue pionero en mejoras en el sistema de salud pública para el tratamiento de enfermedades incluso antes de que la presidencia colonial de Madrás hiciera intentos organizados, reduciendo sustancialmente la tasa de mortalidad".
Después de 1857, el establecimiento de escuelas y hospitales por misioneros cristianos británicos se convirtió en "una característica fundamental de la obra misional y el principal vehículo de conversión". Christ Church College (1866) y el Saint Stephen's College (1881) son dos ejemplos de importantes instituciones educativas afiliadas a la iglesia fundadas durante el período colonial de la India. Dentro de las instituciones educativas establecidas durante el Raj británico en la India, los textos cristianos, especialmente la Biblia, eran parte de los planes de estudio.  Durante la era colonial en la India, los misioneros cristianos desarrollaron sistemas de escritura para idiomas indios que anteriormente no tenían uno. Los misioneros cristianos en la India también trabajaron para aumentar la alfabetización y también participaron en el activismo social, como luchar contra la prostitución, defender el derecho de las mujeres viudas a volver a casarse y tratar de detener los matrimonios precoces de las mujeres. Entre las mujeres británicas, las misiones zenana se convirtieron en un método popular para ganar conversos al cristianismo . 
En la India colonial, la Conferencia de cristianos indios de toda la India (AICIC) desempeñó un papel importante en el movimiento de independencia de la India, defendiendo el swaraj y oponiéndose a la partición de la India .  La AICIC también se opuso a los electorados separados para los cristianos, creyendo que los fieles "deberían participar como ciudadanos comunes en un sistema político nacional común". La Conferencia de Indios Cristianos de toda la India formó un comité de trabajo con M. Rahnasamy de la Universidad de Andhra como presidente y BL Rallia Ram de Lahore como secretaria general; en su reunión del 16 de abril de 1947 y el 17 de abril de 1947, el comité conjunto elaboró un memorando de 13 puntos que se envió a la Asamblea Constituyente de la India, en el que se pedía libertad religiosa tanto para las organizaciones como para las personas; esto llegó a reflejarse en la Constitución de la India.  

### India independiente
Muchas denominaciones protestantes están representadas en la India, como resultado de las actividades misioneras en todo el país, especialmente bajo el dominio británico en la India. La denominación protestante más grande del país es la Iglesia del Sur de la India, desde 1947 una unión de Presbiteriana, Reformada, Congregacional, Metodista, y congregaciones anglicanas con aproximadamente 4 millones de miembros a partir de 2014. La Iglesia del Norte de la India, muy similar, tenía un millón de miembros. (Ambas iglesias están en plena comunión con la Comunión Anglicana). Había alrededor de 1.3 millones de luteranos, 473,000 metodistas y 425,000 bautistas en 1995.
El pentecostalismo, una de las denominaciones protestantes más grandes del mundo, también es una denominación de rápido crecimiento en la India. Se está extendiendo enormemente en el norte de la India y las áreas del suroeste, como Kerala. Las denominaciones pentecostales nativas más grandes de la India son la Misión Pentecostal (TPM) y la Iglesia de Dios Pentecostal india (IPC). En cuanto a las denominaciones más pequeñas, otro grupo prominente son los Hermanos. Entre ellos se incluyen los hermanos de Plymouth, los hermanos indios, los hermanos de Kerala, etc. La Conferencia de las Iglesias de los Hermanos Menonitas de la India tiene más de 100,000 miembros. Mientras tanto, una de las denominaciones más antiguas es la Iglesia Evangélica Luterana del Norte de la India.

## Misioneros notables
Los misioneros protestantes comenzaron a trabajar en toda la India, lo que llevó al crecimiento de diferentes comunidades cristianas. En 1793, William Carey, un ministro bautista inglés, llegó a la India como misionero. Trabajó en Serampore, Calcuta y otras ciudades fundando iglesias. En el ámbito educativo, además de fundar el Serampore College, también tradujo la Biblia al bengalí y al sánscrito, continuando con estas labores hasta su muerte en 1834.  Anthony Norris Groves, misionero de los Hermanos de Plymouth llegó a la India en 1833. Trabajó en el área del delta del río Godavari de la entonces presidencia de Madrás, hasta su muerte en 1852.

## Iglesias protestantes en la India
- Ao Baptist Arogo Mungdang (Convención de Iglesias Bautistas de Ao)
- Compañerismo cristiano Apatani
- Convención Bautista de Assam
- Asociación Cristiana Bautista
- Iglesia Bautista de Mizoram
- Unión Bautista del Norte de la India
- Comunidad Bautista de Bengala
- Convención Bautista de Bengala, Orissa y Bihar
- Consejo de Iglesias Bautistas del Norte de la India
- Iglesia Congregacional en India
- Iglesia del norte de la India
- Iglesia del sur de la India
- Convención Evangélica Bautista de la India
- Iglesia Evangélica de Maraland
- Convención Bautista Garo
- Asociación del Evangelio de la India
- Asociación de Bautistas Generales de la India
- India Iglesia Evangélica Luterana IELC
- Iglesia Evangélica de la India
- Convención Bautista Karbi Anglong
- Convención Bautista de Karnataka
- Unión Bautista del Bajo Assam
- Sociedad Bautista de Maharashtra
- Convención Bautista de Manipur
- Iglesia Bautista Mao
- Concilio de la Iglesia Bautista de Nagaland
- Asociación Cristiana Bautista de North Bank
- Cruzada Evangélica Bautista de Orissa
- Iglesia Bautista Poumai
- Iglesia Presbiteriana en India
- Iglesia Presbiteriana de la India (reformada)
- Iglesia Libre Presbiteriana de la India Central
- Unión de la Iglesia Bautista Rabha
- Iglesia Presbiteriana Reformada de la India
- Iglesia Presbiteriana reformada en el noreste de la India
- Iglesia Presbiteriana del Sur de la India
- Samavesam de las iglesias bautistas telugu
- Bautistas separados en Cristo
- Iglesia Bautista Sumi
- División de Asia Meridional de los Adventistas del Séptimo Día
- Iglesia Bautista del Séptimo Día
- La Misión Pentecostal (antes Misión Pentecostal de Ceilán)
- Iglesia de Mar Thoma
- Iglesias bautistas tamiles
- Unión Cristiana Bautista de Tripura
- Iglesia Unida del Norte de la India
- Iglesia de Dios Pentecostal India

Fuente de la lista: Enciclopedia cristiana mundial.